# Паутовка (Амурская область)
Пауто́вка — село в Мазановском районе Амурской области России. Входит в состав Дмитриевского сельсовета.

## География
Село Паутовка стоит на левом берегу реки Бирма (левый приток Зеи).
Расстояние до районного центра Мазановского района села Новокиевский Увал (через Каничи, Дмитриевку, Бичуру, Сапроново, Христиновку и Юбилейное) — 58 км.
Расстояние до административного центра Дмитриевского сельсовета села Дмитриевка — 13 км (на запад, через Каничи).
От села Паутовка на восток (вверх по левому берегу Бирмы) идёт дорога к селу Маргаритовка.

## Население
| 2002 | 2010 | 2012 | 2013 | 2014 | 2015 | 2016 |
| ---- | ---- | ---- | ---- | ---- | ---- | ---- |
| 182  | ↘118 | ↘113 | ↘111 | ↘105 | ↘103 | ↘101 |
| 2017 | 2018 |      |      |      |      |      |
| ↗103 | ↘98  |      |      |      |      |      |

## Улицы
| - ул. Минская, - ул. Молдаванская, | - ул. Центральная, - ул. Школьная. |